# Simbabwische Cricket-Nationalmannschaft in Irland in der Saison 2019
Die Tour der simbabwischen Cricket-Nationalmannschaft in Irland in der Saison 2019 fand vom 1. bis zum 13. Juli 2019 statt. Die internationale Cricket-Tour war Bestandteil der Internationalen Cricket-Saison 2019 und umfasste drei ODIs und drei Twenty20s. Irland gewann die ODI-Serie 3–0, während die Twenty20-Serie unentschieden 1–1 endete.

## Vorgeschichte
Simbabwe spielte zuvor eine Tour in den Niederlanden, Irland eine Tour gegen Afghanistan. Das letzte Aufeinandertreffen der beiden Mannschaften bei einer Tour fand in der Saison 2015/16 in Simbabwe statt. Die Tour konnte erst stattfinden, nachdem der Weltverband International Cricket Council dem irischen Verband Cricket Ireland Finanzmittel zur Verfügung stellte, nachdem dieser von einem Online-Betrug betroffen war.

## Stadien
Die folgenden Stadien wurden für das Turnier ausgewählt.
| Stadion                    | Stadt        | Kapazität | Spiele              |
| -------------------------- | ------------ | --------- | ------------------- |
| Stormont                   | Belfast      | 7.000     | 2. & 3. ODI; 1. T20 |
| Bready Cricket Club Ground | Magheramason | 3.000     | 1. ODI; 2. & 3. T20 |

## Kaderlisten
Simbabwe benannte seine Kader am 13. Juni 2019. Irland benannte seine Kader am 27. Juni 2019.
| ODI | ODI | Twenty20 | Twenty20 |
| Irland | Simbabwe | Irland | Simbabwe |
| --- | --- | --- | --- |
| - William Porterfield (K) - Mark Adair - Andrew Balbirnie - Shane Getkate - Tyrone Kane - Andy McBrine - James McCollum - Tim Murtagh - Kevin O’Brien - Boyd Rankin - Simi Singh - Paul Stirling - Lorcan Tucker - Gary Wilson | - Hamilton Masakadza (K) - Ryan Burl - Tendai Chatara - Elton Chigumbura - Craig Ervine - Kyle Jarvis - Tinashe Kamunhukamwe - Solomon Mire - Peter Moor - Christopher Mpofu - Richmond Mutumbami (wk) - Ainsley Ndlovu - Sikandar Raza - Brendan Taylor - Donald Tiripano - Sean Williams | - Gary Wilson (K) - Mark Adair - Andrew Balbirnie - Gareth Delany - George Dockrell - Shane Getkate - Tyrone Kane - Josh Little - Kevin O’Brien - Boyd Rankin - Paul Stirling - Greg Thompson - Lorcan Tucker - Craig Young | - Hamilton Masakadza (K) - Ryan Burl - Tendai Chatara - Elton Chigumbura - Craig Ervine - Kyle Jarvis - Tinashe Kamunhukamwe - Solomon Mire - Peter Moor - Christopher Mpofu - Richmond Mutumbami (wk) - Ainsley Ndlovu - Sikandar Raza - Brendan Taylor - Donald Tiripano - Sean Williams |

## Tour Match
| 29. Juni Scorecard | Eglinton | Irland A 283-9 (50)          | – | Simbabwe 256 (47.2) |
|                    |          | Irland A gewinnt mit 27 Runs |   |                     |

## One-Day Internationals

### Erstes ODI in Magheramason
| 1. Juli Scorecard | Magheramason | Simbabwe 254-9 (50)          | – | Irland 258-6 (48.3) |
|                   |              | Irland gewinnt mit 4 Wickets |   |                     |

### Zweites ODI in Magheramason
| 4. Juli Scorecard | Belfast | Irland 242-9 (50)         | – | Simbabwe 237-9 (50) |
|                   |         | Irland gewinnt mit 5 Runs |   |                     |

### Drittes ODI in Magheramason
| 7. Juli Scorecard | Belfast | Simbabwe 190 (46.5)          | – | Irland 191-4 (41.2) |
|                   |         | Irland gewinnt mit 6 Wickets |   |                     |

## Twenty20 Internationals

### Erstes Twenty20 in Belfast
| 10. Juli Scorecard | Belfast | Irland   | – | Simbabwe |
|                    |         | Abgesagt |   |          |

### Zweites Twenty20 in Magheramason
| 12. Juli Scorecard | Magheramason | Simbabwe 132-8 (13/13)                    | – | Irland 134-1 (10.5/13) |
|                    |              | Irland gewinnt mit 9 Wickets (D/L method) |   |                        |

### Drittes Twenty20 in Magheramason
| 13. Juli Scorecard | Magheramason | Irland 171-9 (20)              | – | Simbabwe 172-2 (16.4) |
|                    |              | Simbabwe gewinnt mit 8 Wickets |   |                       |